# Denis Scuto

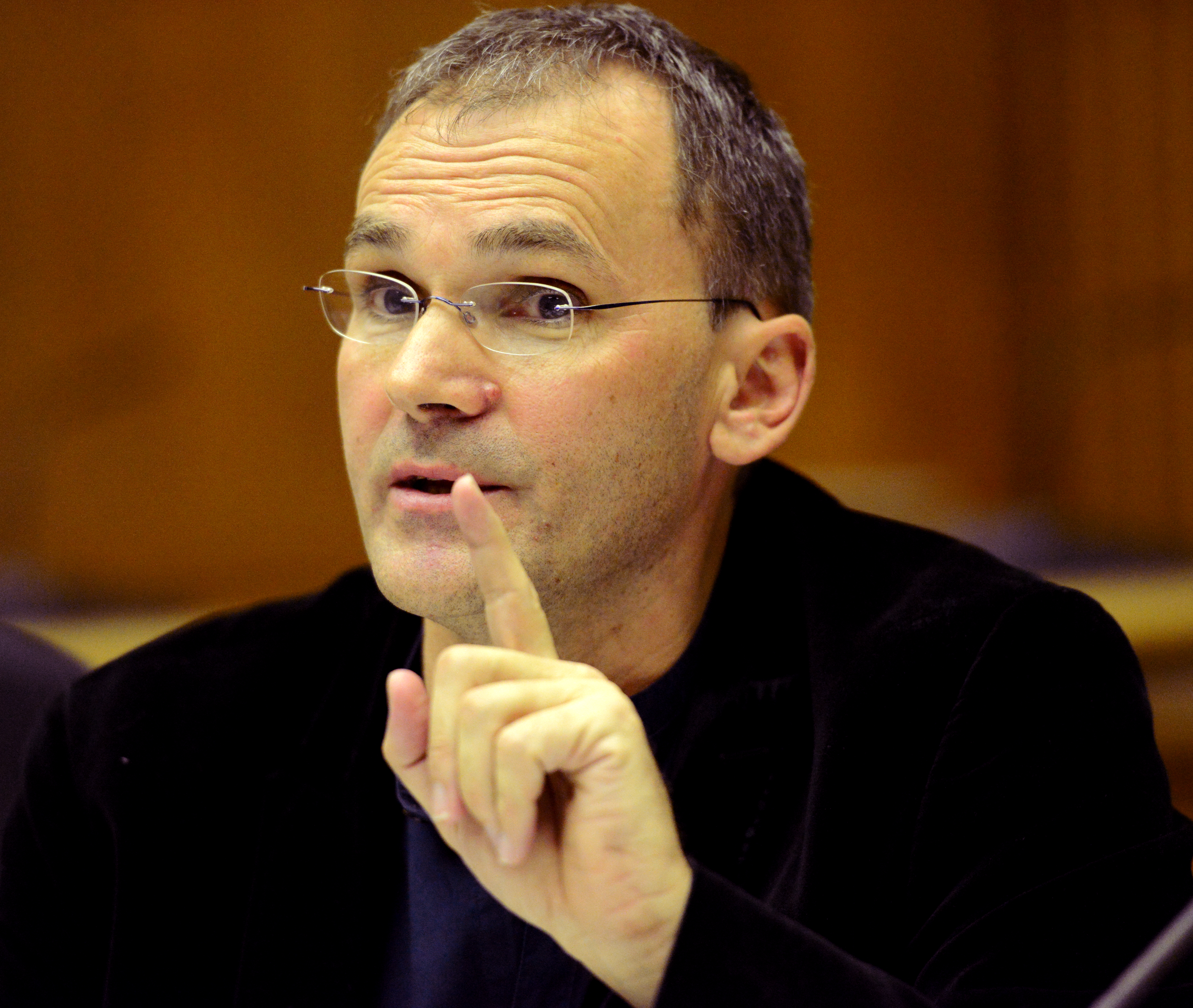
Denis Scuto, November 2013

Denis Scuto (* 13. November 1964 in Esch-sur-Alzette) ist ein ehemaliger luxemburgischer Fußballspieler und jetziger Historiker.
Er besuchte in Esch das Lycée Hubert-Clément und studierte danach am Centre universitaire de Luxembourg sowie an der Université Libre de Bruxelles. Für seine Diplomarbeit über die luxemburgische Arbeiterbewegung zwischen 1918 und 1923 und den Streik von 1921 erhielt er 1988 den Suzanne-Tassier-Preis der Universität. Er unterrichtete Geschichte an verschiedenen Sekundarschulen und wurde sodann Lehrbeauftragter an der Universität Luxemburg.
2009 hat er seine Dissertation über die Konstruktion der nationalen Identität Luxemburgs vorgelegt (La construction de la nationalité luxembourgeoise - Une histoire sous influence française, belge, allemande (1839–1940)).
Scuto war Fußballspieler bei der Jeunesse Esch und spielte sieben Mal in der Luxemburger Nationalmannschaft.

## Veröffentlichungen
- Sous le signe de la grande grève de mars 1921. Les années sans pareilles du mouvement ouvrier luxembourgeois (1918–1923). éditpress, Luxemburg 1990.
- Industriekultur in Esch. Eine stadtgeschichtliche Wanderung durch die Luxemburger Minettemetropole. Éditions Le Phare, Luxemburg 1993.
- zusammen mit Antoinette Lorang: La maison d'en face – Das Haus gegenüber (Recueil d’articles sur le patrimoine architectural et industriel luxembourgeois). Éditions Le Phare, Luxemburg 1995.
- mit Antoinette Reuter: Itinéraires croisés. Luxembourgeois à l'étranger, étrangers au Luxembourg Éditions Le Phare, Luxemburg 1995.
- mit Michel Margue und Michel Polfer (Hrsg. im Auftrag des Ministère de l'Education Nationale et de la Formation Professionnelle Luxembourg): Entdecken und Verstehen. Geschichtsbuch für den Technischen Sekundarunterricht in Luxemburg. Band 3: Von der Industrialisierung bis zur Gegenwart. Cornelsen Verlag, Berlin 1997.
- mit René Leboutte und Jean Puissant: Un siècle d'histoire industrielle. Belgique, Luxembourg, Pays-Bas. Industrialisation et sociétés (1873–1973). SEDES, Paris 1998.
- Chambre de Travail Luxembourg. 75e anniversaire 1924–1999. Luxemburg 1999.
- Qu’est-ce qu’un Luxembourgeois ? Histoire de la nationalité luxembourgeoise du Code Napoléon à nos jours. In: Hémecht. 58/2, 2006, S. 73–96.
- mit  Georges Hausemer (Hrsg.): 100 Joer Jeunesse Esch : 1907–2007. Esch-sur-Alzette, 2007. (Sammelwerk zum 100. Vereinsjubiläum)
- Historiographie de l’immigration au Luxembourg. In: Hémecht. 60/3–4, 2008, S. 391–413.
- Migrationspolitik – Entwicklung und gegenwärtige Gestalt. In: H. Willems, G. Rotink, D. Ferring, J. Schoos, M. Majerus, N. Ewen, M. A. Rodesch-Hengesch, C. Schmit (Hrsg.): Handbuch der sozialen und erzieherischen Arbeit in Luxemburg - Manuel de l’intervention sociale et éducative au Grand-Duché de Luxembourg. Université du Luxembourg, Luxemburg 2009, S. 343–350.
- Chroniques sur l'an 40. Les autorités luxembourgeoises et le sort des juifs persécutés, Fondation Robert Krieps, Luxemburg 2016.